# Stefano Borgia (cantante)
Stefano Borgia, nato Sconocchia (Roma, 26 luglio 1962), è un cantautore italiano.

## Biografia
Stefano Borgia (all'anagrafe Sconocchia) nasce a Roma. Fin da giovanissimo nutre una spiccata passione per la musica: a 15 anni inizia a scrivere le sue prime canzoni, compone i suoi brani al pianoforte o accompagnandosi con la chitarra, e a 17 anni sostiene il suo primo provino con Toto Torquati. Firma il suo primo contratto con le edizioni Jeans di Paolo Cassella e Marco Luberti (autori per Cocciante, Mina, Oxa e tanti altri) e subito dopo allo storico Cenacolo dell’RCA, dove in quegli anni raccoglie esperienze, registra i primi provini e incontra De Gregori, Zero, Dalla, Morandi, Rino Gaetano.
Nel 1984 partecipa a Due Voci per Sanremo, il primo talent musicale ideato da Pippo Baudo nella trasmissione "Domenica in", grazie al quale conquista, con la canzone Passa il Tempo, il diritto di partecipare al Festival di Sanremo 1985. Stefano partecipa quindi al Festival nella categoria "giovani proposte" con il suo brano intitolato Se Ti Senti Veramente Un Amico. Nello stesso anno lavora sul 33 giri “Piccole cose” la cui distribuzione e promozione verrà interrotta perché Stefano scinde il contratto con l'etichetta discografica Yep Record.
Nel 1989 torna ancora al Festival di Sanremo nella categoria Emergenti ottenendo il secondo posto con Sei Tu, riscuotendo un grande successo di pubblico e dei media. Raffaella Carrà lo elegge "Principe azzurro" del Festival e lo vuole ospite nel suo programma a Canale 5 "Il principe azzurro", Sandro Ciotti lo invita su RaiUno nella sua trasmissione sportiva sulla Stramilano. Nello stesso Festival, Stefano si qualifica anche al secondo posto nei BIG come autore del brano Le Mamme, cantato da Toto Cutugno.
Nel 1991 è ospite fisso per venti puntate dello storico programma su Rai1 “Trent'anni della nostra storia” con l'indimenticabile giornalista Paolo Frajese, nel quale ricorda al pubblico i brani italiani di successo nel corso degli anni raccontati nel programma. Nello stesso anno è autore e conduttore per 13 puntate del programma radiofonico musicale su RaiRadiouno “Musicasette”. Inizia a registrare un nuovo album e con la canzone La terra il mare e il cielo nel 1992 arriva con i voti degli ascoltatori di RaiVerde Rai tra i quattro finalisti del Canzoniere dell'estate in onda su Raiuno (Disco per l'estate), vince con lo stesso brano il Festival Milazzo Giovani di Daniele Piombi e successivamente si aggiudica il premio Rino Gaetano come “rivelazione cantautore”.
Nel 1995 per la produzione del primo lavoro discografico di Anonimo Italiano vengono proposti da La terra, il mare, il cielo i brani Anche questa è vita e In uno scalpicciar di foglie (che Anonimo Italiano porterà al grande successo) oltre ai brani Amore al rovescio e Ballando questo tempo. In seguito compone altri inediti, sempre in collaborazione con Anonimo Italiano, per altri album dello stesso artista, quali "Se anche tu come me", "Quel che sono", e molti altri ancora.
Nel 1998 inizia a collaborare alla stesura dei testi degli album di Amedeo Minghi: Decenni, Anita, L'altra faccia della luna, Gerusalemme; inoltre, registra il CD Con chi lo guardi questo cielo, pubblicato con la IT, di cui è autore di testi e musiche.
Con Chiuso per ferie partecipa all'RDS Show 2000 (tour di Dimensione Suono) e nel 2003 esce il singolo Sei bella e più.
È autore di musica e testo della canzone Portati Via, grande successo di Mina pubblicato nell’album “Bula bula” e su due successive raccolte Mina Ti Amo e Platinum Collection (anche colonna sonora del film “La terza stella”). La canzone torna dopo due anni in classifica nella versione spagnola “Llevate ahora”.
Nel 2008 scrive e duetta con Annalisa Minetti sul brano "Nell'ombra e nel sole".
A febbraio del 2011 torna a Sanremo per cantare nel concerto che precede la serata del Festival a Piazza Colombo.
Nel 2012 a Rai International è ospite nel programma Cristianità dove, in collegamento con il Papa dopo il tradizionale gesto della liberazione della colomba bianca durante l'Angelus, canta il suo brano "La terra il mare e il cielo" descrivendo Cristo con un testo toccante di immagini e parole.
Nel 2015 conduce uno spazio assegnatogli nella trasmissione televisiva MilleVoci intitolato "Canzoni d'autore" nel quale canta e duetta dal vivo con tanti ospiti amici e colleghi. Ospita inoltre importanti e storici produttori, arrangiatori e musicisti per parlare dei retroscena della musica e dei loro progetti futuri.
Dal 2022 conduce insieme ad Annalisa Minetti il programma Se ti senti veramente un amico show di cui Borgia è anche ideatore e produttore; lo show è trasmesso su tivùsat ch55, Sky ch823, Gold TV e Lazio TV. Nel 2023 partecipa alla terza edizione del programma televisivo The Voice Senior.

## Discografia

### Album
- 1984 - Immaginando che...
- 1985 - Se ti senti veramente un amico
- 1986 - Piccole cose
- 1989 - Sei tu
- 1992 - La terra, il mare, il cielo
- 1998 - Con chi lo guardi questo cielo
- 2000 - Chiuso per ferie
- 2006 - Sei bella e più